# چینگ‌دائو

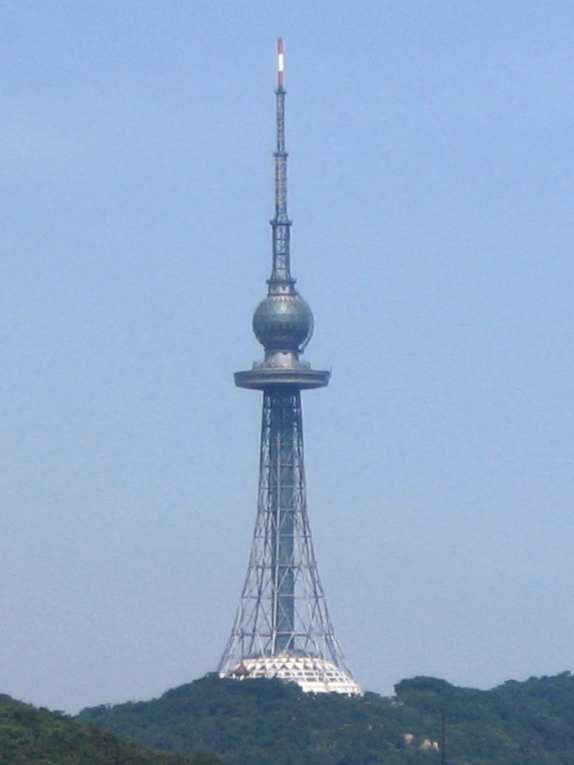
برج مخابراتی در چینگ دائو.

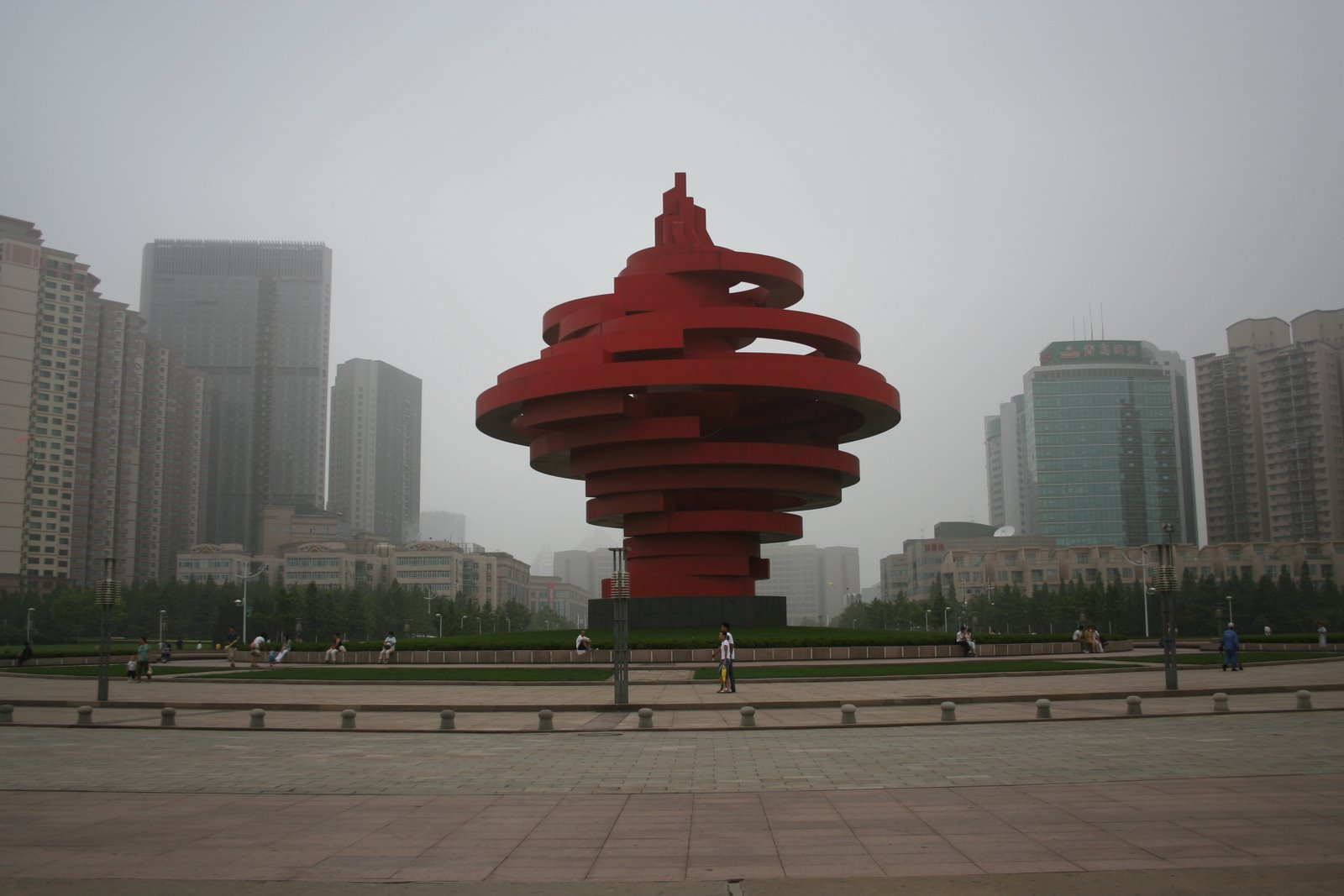
میدانی در چینگ‌دائو.

چینگ‌دائو و نیز سینگ دائو (به چینی: 青島 به پین‌یین: Qingdao) یکی از شهرهای کشور جمهوری خلق چین است. جمعیت آن در سال ۲۰۰۸ میلادی برابر ۱،۶۹۱،۱۰۱ نفر تخمین زده شده است . جمعیت آن با حومه بیش از هفت میلیون و سیصد هزار نفر است .
چینگ دائو در استان شاندونگ در شرق چین قرار گرفته است. این شهر، از نظر اداری مستقل و جزور مناطق نیمه استانی چین به حساب می‌آید و در مقایسه با سایر شهرهای چین از بالاترین استانداردهای زندگی برخوردار است..